# Lamborghini 3402 C
La trattrice Lamborghini 3402 C è un trattore agricolo cingolato prodotto dalla Lamborghini Trattori dal 1960 al 1961. Questa trattrice deriva quasi interamente dalla precedente DLA 35 C da cui prende il carro (2C) e diverse altre caratteristiche e componenti. Differisce per motore, stile del cofano e piccole caratteristiche come ad esempio i supporti fanali.
Da questa trattrice deriverà poi il più famoso Lamborghini 5C, la cui produzione partirà dal 1961. La differenze principali sono il carro (il 5C monta quello di nuova concezione) e le leve di sterzo inclinate anzi che dritte come quelle del 3402 C
Il motore è il nuovo Diesel Lamborghini DLA 40 da 3 cilindri aspirato raffreddato ad aria che eroga 40 HP a 2.200 giri/min. La cilindrata è di 2.193 cc, l'alesaggio dei cilindri è 92 mm, pistoni Asso a 5 segmenti (3 compressione e 2 raschiaolio) e testate separate con 2 valvole per cilindro comandate dall'albero a camme posto nel basamento tramite un  sistema ad aste e bilancieri. Il sistema di iniezione ed elettrico sono di fabbricazione Bosch.
Il cambio è quello del carro 2C utilizzato sulla gran parte dei trattori Lamborghini di quel periodo, 4 marce avanti + retromarcia non sincronizzato a frizione singola dotato di riduttore che raddoppia il numero di marcie da 4 ad 8 (lente e veloci) + 2 R.M. (lenta e veloce).
Per sterzare il mezzo, essendo cingolato, si attuano le frizioni di sterzo a dischi laterali a secco tramite le apposite leve dedicate in aggiunta ai freni indipendenti a nastro per diminuire, nel caso, il raggio di sterzata.
Il carro 2C è composto da due cingoli sorretti da 4 rulli portanti per lato e una sospensione a balestra anteriore. La tensione dei cingoli è regolata tramite una molla pretensionatrice che agisce sulla ruota tendicingolo anteriore. La trazione è fornita da due ruote dentate flangiate sull'assale posteriore. Le catene sono prodotte dalla Berco e composte da 33 pattini e 15 sovrapattini per l'uso stradale per lato
Il quadro strumenti è composto da un manometro per la pressione dell'olio e un indicatore di giri motore, giri puleggia, giri presa di forza e contaore (di serie). 
L'impianto elettrico è composto da dinamo e motorino di avviamento Bosch, due fanali anteriori di colore nero, forma tonda e griglia della Carello, faro posteriore di lavoro e luce di posizione sul lato sinistro con porta targa.
A richiesta venivano forniti:
```
- Barra di traino
- Presa di Forza a giri unificati + presa di forza a giri motore
- Prolunga presa di forza per innesto pompe
- Sollevatore a 2 punti senza sforzo controllato
- Puleggia posteriore
- Gancio per traino rimorchi
- Carrello per trasporti su strada (due ruote posteriori e una pivotante anteriore)
```

Il peso in ordine di marcia è di 2.300 kg, larghezza è di 1260 mm (1490 mm versione CTL), lunghezza 2.480 mm, altezza 1.100 mm e larghezza pattini 260 mm.
Ne vennero prodotte 2 varianti: C e CTL,la seconda variava dalla prima per l'ampiezza del passo maggiorata di 20 cm. In tutto furono costruiti e venduti circa 45 esemplari della versione C e circa 73 della versione CTL. Ad oggi non si conosce il numero di esemplari rimasti.